# Hafnarfjörður (fjord)
För staden, se Hafnarfjörður
Hafnarfjörður är en fjord i republiken Island.   Den ligger i regionen Höfuðborgarsvæði, i den sydvästra delen av landet, 9 km sydväst om huvudstaden Reykjavík.